# Teodoro Sampaio
Teodoro Sampaio là một đô thị thuộc bang Bahia, Brasil. Đô thị này có diện tích 277,766 km², dân số năm 2007 là 8361 người, mật độ 30,1 người/km².